# Серам (море)
Море Серам или море Церам (на английски: Seram sea, Ceram sea; на индонезийски: Laut Seram) е междуостровно море на Тихия океан, разположено в североизточната част на Малайския архипелаг, на територията на Индонезия. Според данните на Международната хидрографска организация границите на морето са следните:
- на север границата с море Халмахера преминава от най-южния нос на остров Халмахера през островите Коо и остров Кофиау до най-западния нос на остров Нова Гвинея. Тук чрез протока Селе се свързва с останалата част на Тихия океан;
- на североизток и изток мие западните брегове на остров Нова Гвинея – полуостровите Чандравасих и Бомбарай с големия залив Берау между тях;
- на югоизток границата с Арафурско море на Индийския океан преминава от най-южния нос на п-ов Бомбарай до най-северния нос на остров Кай-Бесар (от о-вите Кай);
- на юг и запад границата с море Банда преминава през о-вите Ватубела и остров Горонг, по северните брегове на островите Серам, Келанг, Манипа, Буру и Сулабеси и протоците между тях (Манипа, Пита и др.);
- на северозапад границата с Молукско море преминава от най-източния нос на остров Манголе, през о-вите Оби до крайния южен нос на остров Халмахера и протоците между тях.[1]

Дължина от запад на изток и югоизток – 840 km, ширина – до 200 km, площ – 161 хил. km2, обем – 173 хил. km3, средна дълбочина – 1074 m, максимална – 5319 m, разположена в западната му част. Дъното му е покрито предимно с тиня. Бреговете му са предимно планински с изключение на източните (новогвинейските), осеяни с многочислени коралови рифове. В цевтралната му част е разположен големият остров Мисоол. Средногодишна температура на водата на повърхността – 27 – 28 °C, соленост – около 34‰. Приливите са неправилни, полуденонощни с височина от 1,7 до 2,3 m. Основни пристанища: Вару (на остров Серам), Факфак (на остров Нова Гвинея).